# Octineon suecicum
Octineon suecicum är en havsanemonart som beskrevs av Oscar Henrik Carlgren 1940. Octineon suecicum ingår i släktet Octineon och familjen Octineonidae. Enligt den svenska rödlistan är arten akut hotad i Sverige. . Artens livsmiljö är havet. Inga underarter finns listade i Catalogue of Life.